# 頂埔 (新北市)
頂埔，是台灣新北市的一個地名，範圍為今土城區西部，包括頂埔里、頂福里及頂新里。

## 歷史
台灣清治末期至日治前期，頂埔為一街庄，稱為「頂埔庄」，隸屬於擺接堡。該庄北與沛舍坡庄為鄰，東與大安藔庄為鄰，南邊為媽祖田庄，西邊為石頭溪庄。
1920年（日治大正九年），改制為「頂埔」大字，隸屬於台北州海山郡土城庄。當時頂埔大字下設有「頂埔內」、「溪尾」、「溪頭」、「中洲子」、「牛角坑」小字名。戰後土城庄改制為土城鄉，隸屬於台北縣，大字亦改制為村。其後土城鄉先後改制為土城市、土城區，村亦於改土城市時期改制為里。由於人口增加，如今頂埔地區已分為3個里。

## 交通
台北捷運板南線到達頂埔地區東北部，境內設有頂埔站。頂埔地區居民可由此路線及相關路網快速前往大台北地區各地，或至台北車站轉搭高鐵、台鐵或客運前往全台各地。
福爾摩沙高速公路大致以東北－西南走向經過本地區中南部，境內未設交流道，但東邊境外不遠處有土城交流道，由此往北可前往中和、新店、深坑、汐止、基隆等地，往南可前往三峽、大溪、龍潭及中南部各地。
省道台3線大致以東北－西南走向經過本地區，是重要平面聯外道路，往西南可經三峽、大溪前往桃園市、新竹縣等地；往東北經板橋可進入臺北市。

## 學校
頂埔地區內有頂埔國小。